# 仙台市
仙台市（日语：〔〕／ Sendai shi */?）是日本宮城縣縣治，位於宮城縣中部，為東北地方最大都市，同時也是東北地方唯一的政令指定都市。仙台市東臨太平洋沿岸的仙台灣，北以松島丘陵、西以奧羽山脈、南以名取川為界，東西向橫貫宮城縣。市名一般認為得名於古城「千代城」，1600年由安土桃山時代名將伊達政宗擴建並改名為同音的「仙臺」，此詞係出自唐代韓翃的七言律詩《同題仙遊觀》。由於全市綠化比例高，而有“杜之都”（森林之都）之譽。

## 歷史

### 創建仙台城的武將
仙台藩主伊達政宗最早在此建城，奠定了現在仙台市的市街基礎。伊達政宗自1600年開始築城，之後不斷推行新計畫，進行城建設計和開發等。當時的仙台非常繁榮，西班牙的使節形容當時的情形為—東西南北人來人往，勝似江戶（現在的東京）。
仙台的街道既重功能性又具有現代化城市的特點，其發展完全歸功於伊達政宗的遠見，他為未來的仙台市的發展打好基礎。仙台的街道佈局和現在發展情形連同廣瀨川一起，從伊達政宗所建造的仙台古城遺跡上往下俯瞰，一覽無遺。

### 慶長遣歐使節團
1613年，仙台藩主伊達政宗為了與外國通商，邀請傳教士，派遣使節乘坐仙台藩製造的洋式帆船桑帆號出洋遠航。使節的副使是家臣支倉常長，他們橫渡太平洋，在墨西哥的阿卡普爾科登陸，之後又橫渡大西洋，到了西班牙的馬德里，最後到達義大利的羅馬，實現了日本人首次橫渡大西洋的壯舉。到達義大利的使節團拜見了教宗保羅五世。及至歸國，行期長達七年。

### 近代
仙台市於1889年設置為市。成立時全市面積僅17.45平方公里，人口也只有86,000人。自1928年起全市規模開始擴大，至1989年，人口已超過一百萬。同年仙台成為日本第11個政令指定都市。
仙台市因是中国文豪鲁迅留学的地方，而廣為中國人熟知。

### 2011年日本東北地方太平洋沿岸地震

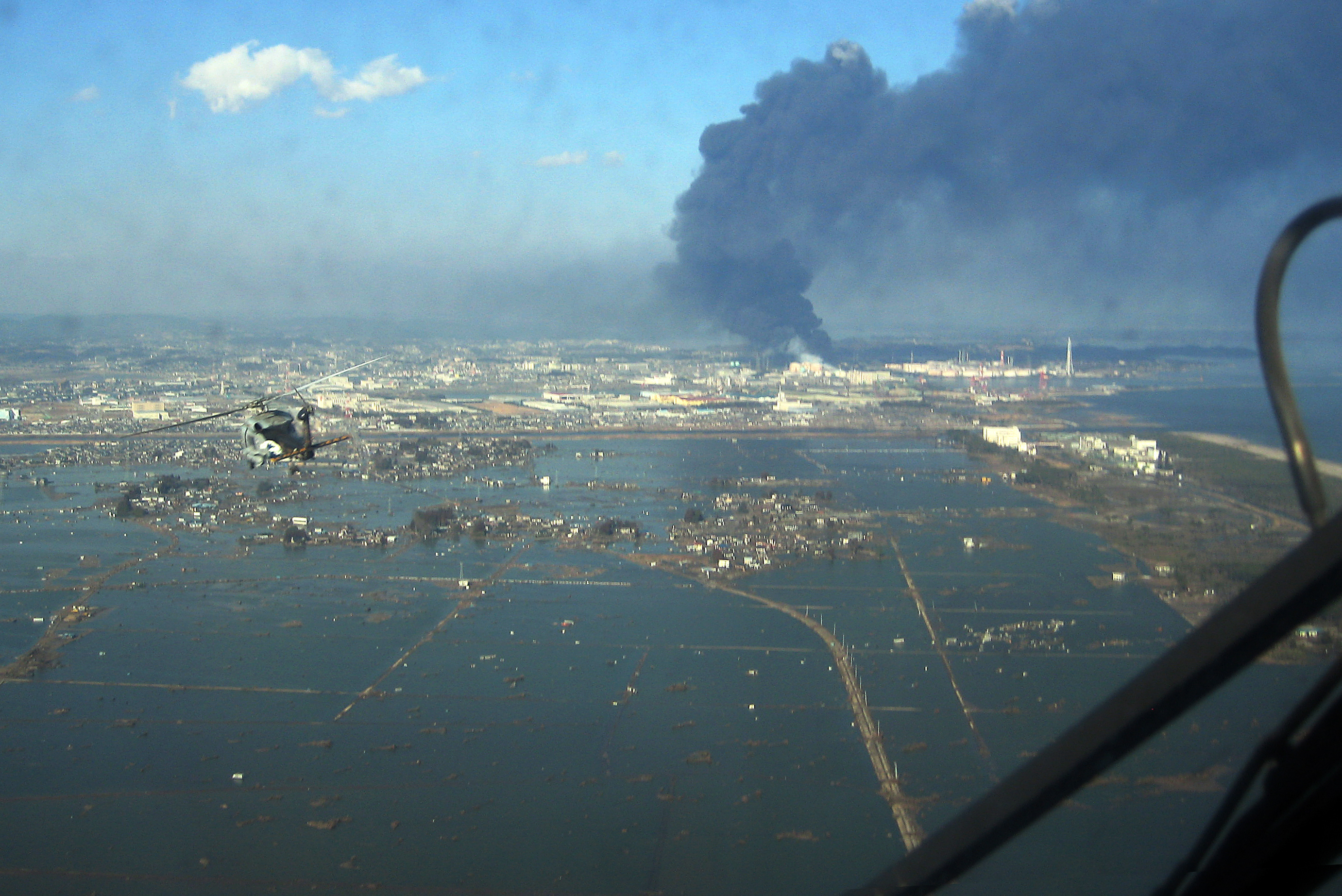
仙台市在東日本大地震所遭受的海嘯破壞（2011年3月12日）

2011年3月11日13:46:23（東京當地時間14:46:23）宮城縣北部的仙台市外海發生矩震級9.0级地震，並造成超過10米海嘯，對仙台沿海的宮城野區和若林區造成嚴重傷亡及破壞，當中有極多建築物被洪水沖走，或是受到嚴重破壞（包括歷史文物及旅遊景點），剩下三區則位處內陸所以海嘯造成的影響不多。美國地質調查局（US Geological Survey）表示，地震震央位於日本東京外海373公里處，據CNN報導，地震發生後數小時內震區居民仍然持續感覺到餘震，至少發生30次餘震，其中最大規模餘震為7.1。

## 地理

### 氣候
仙台市属于柯本气候分类法下的副热带湿润气候，夏季炎热程度不及东京，冬季寒冷程度不及札幌。仙台市冬季凉爽且干燥，1月的平均气温是1.5 °C（34.7 °F）。夏季非常温暖，而且降雨量多，8月的平均气温是24.1 °C（75.4 °F）。该地受台风威胁的机会非常少。仙台市的梅雨季节通常开始于6月底至7月初，晚于日本的其他都市。雨季期间，受到来自鄂霍次克海的称作的气团的影响，仙台市的7月显得十分凉爽。
仙台市的年平均气温是12.4 °C（54.3 °F），年平均降水量是1,254.1（49英寸），平均日照时间是1796.1小时，有记录以来的最低气温是−11.7 °C（10.9 °F），最高气温是36.8 °C（98.2 °F）
| 仙台市（1981-2010） | 仙台市（1981-2010） | 仙台市（1981-2010） | 仙台市（1981-2010） | 仙台市（1981-2010） | 仙台市（1981-2010） | 仙台市（1981-2010） | 仙台市（1981-2010） | 仙台市（1981-2010） | 仙台市（1981-2010） | 仙台市（1981-2010） | 仙台市（1981-2010） | 仙台市（1981-2010） | 仙台市（1981-2010） |
| 月份                | 1月                 | 2月                 | 3月                 | 4月                 | 5月                 | 6月                 | 7月                 | 8月                 | 9月                 | 10月                | 11月                | 12月                | 全年                |
| ------------------- | ------------------- | ------------------- | ------------------- | ------------------- | ------------------- | ------------------- | ------------------- | ------------------- | ------------------- | ------------------- | ------------------- | ------------------- | ------------------- |
| 历史最高温 °C（°F） | 17.9 (64.2)         | 20.9 (69.6)         | 24.2 (75.6)         | 29.9 (85.8)         | 33.2 (91.8)         | 34.4 (93.9)         | 36.7 (98.1)         | 37.3 (99.1)         | 36.0 (96.8)         | 29.9 (85.8)         | 24.4 (75.9)         | 21.8 (71.2)         | 37.3 (99.1)         |
| 平均高温 °C（°F）   | 5.3 (41.5)          | 5.9 (42.6)          | 9.2 (48.6)          | 15.0 (59.0)         | 19.4 (66.9)         | 22.3 (72.1)         | 25.7 (78.3)         | 27.9 (82.2)         | 24.4 (75.9)         | 19.4 (66.9)         | 13.7 (56.7)         | 8.4 (47.1)          | 16.4 (61.5)         |
| 日均气温 °C（°F）   | 1.6 (34.9)          | 2.0 (35.6)          | 4.9 (40.8)          | 10.3 (50.5)         | 15.0 (59.0)         | 18.5 (65.3)         | 22.2 (72.0)         | 24.2 (75.6)         | 20.7 (69.3)         | 15.2 (59.4)         | 9.4 (48.9)          | 4.5 (40.1)          | 12.4 (54.3)         |
| 平均低温 °C（°F）   | −1.7 (28.9)         | −1.5 (29.3)         | 0.9 (33.6)          | 6.1 (43.0)          | 11.1 (52.0)         | 15.5 (59.9)         | 19.5 (67.1)         | 21.4 (70.5)         | 17.6 (63.7)         | 11.2 (52.2)         | 5.2 (41.4)          | 0.9 (33.6)          | 8.9 (48.0)          |
| 历史最低温 °C（°F） | −11.7 (10.9)        | −11.5 (11.3)        | −8.9 (16.0)         | −5.0 (23.0)         | −0.3 (31.5)         | 5.4 (41.7)          | 9.0 (48.2)          | 12.9 (55.2)         | 5.6 (42.1)          | −0.1 (31.8)         | −5.0 (23.0)         | −10.8 (12.6)        | −11.7 (10.9)        |
| 平均降水量 mm（）   | 37.0 (1.46)         | 38.4 (1.51)         | 68.2 (2.69)         | 97.5 (3.84)         | 109.9 (4.33)        | 145.6 (5.73)        | 179.4 (7.06)        | 166.9 (6.57)        | 187.5 (7.38)        | 122.0 (4.80)        | 65.1 (2.56)         | 36.6 (1.44)         | 1,254.1 (49.37)     |
| 平均降雪量 cm（）   | 21 (8.3)            | 23 (9.1)            | 14 (5.5)            | 1 (0.4)             | 0 (0)               | 0 (0)               | 0 (0)               | 0 (0)               | 0 (0)               | 0 (0)               | 0 (0)               | 9 (3.5)             | 71 (28)             |
| 平均降雪天数        | 20.8                | 17.7                | 11.3                | 1.5                 | 0.1                 | 0.0                 | 0.0                 | 0.0                 | 0.0                 | 0.0                 | 2.5                 | 12.7                | 66.6                |
| 平均相對濕度（％）  | 66                  | 64                  | 62                  | 64                  | 71                  | 80                  | 83                  | 81                  | 78                  | 72                  | 68                  | 66                  | 71                  |
| 月均日照時數        | 148.1               | 151.8               | 177.0               | 188.5               | 185.2               | 133.8               | 119.5               | 144.4               | 121.2               | 148.6               | 139.6               | 138.6               | 1,796.1             |
| 来源：日本气象厅    |                     |                     |                     |                     |                     |                     |                     |                     |                     |                     |                     |                     |                     |

### 人口
- 推計人口：約107万人
- 登錄人口：約104万人（住民基本台帳人口：約104万人。外国人登錄：約1万人）
- 戶數：477,857（2012年（平成24年）10月1日）

| 仙台市人口分布圖 |                                               |  |
| 仙台市與日本全國年齡別人口分布比較圖 （2005年資料） | 仙台市的年齡、男女別人口分布圖 （2005年資料） |  |
| ■紫色是仙台市 ■綠色是全国 | ■藍色是男性 ■紅色是女性                       |  |
| 仙台市人口變化 \| 1970年 \| 598,950人 \| \| \| 1975年 \| 709,326人 \| \| \| 1980年 \| 792,036人 \| \| \| 1985年 \| 857,335人 \| \| \| 1990年 \| 918,398人 \| \| \| 1995年 \| 971,297人 \| \| \| 2000年 \| 1,008,130人 \| \| \| 2005年 \| 1,025,098人 \| \| \| 2010年 \| 1,045,986人 \| \| \| 2015年 \| 1,082,159人 \| \| \| 2020年 \| 1,096,704人 \| \| |                                               |  |
| 資料來源：日本總務省統計中心提供之人口普查數據 |                                               |  |
| 1970年 | 598,950人                                     |  |
| 1975年 | 709,326人                                     |  |
| 1980年 | 792,036人                                     |  |
| 1985年 | 857,335人                                     |  |
| 1990年 | 918,398人                                     |  |
| 1995年 | 971,297人                                     |  |
| 2000年 | 1,008,130人                                   |  |
| 2005年 | 1,025,098人                                   |  |
| 2010年 | 1,045,986人                                   |  |
| 2015年 | 1,082,159人                                   |  |
| 2020年 | 1,096,704人                                   |  |

## 行政

### 歷任市長
| 任期  | 姓名       | 就任年月日     | 卸任年月日     |
| ----- | ---------- | -------------- | -------------- |
| 1-2   | 遠藤庸治   | 1889年5月2日   | 1898年3月7日   |
| 3     | 里見良顯   | 1898年4月8日   | 1903年3月13日  |
| 4     | 早川智寬   | 1903年4月2日   | 1907年7月1日   |
| 5     | 和達孚嘉   | 1907年7月2日   | 1910年7月2日   |
| 6     | 遠藤庸治   | 1910年12月11日 | 1914年11月4日  |
| 7     | 山田揆一   | 1915年5月25日  | 1919年5月24日  |
| 8-9   | 鹿又武三郎 | 1919年7月17日  | 1927年7月26日  |
| 10    | 山口龍之助 | 1927年8月13日  | 1930年6月7日   |
| 11-13 | 澀谷徳三郎 | 1930年8月31日  | 1942年8月30日  |
| 14    | 今村武志   | 1942年9月23日  | 1946年5月14日  |
| 15-18 | 岡崎榮松   | 1946年6月17日  | 1957年12月17日 |
| 19-25 | 島野武     | 1958年2月2日   | 1984年11月6日* |
| 26-28 | 石井亨     | 1984年12月23日 | 1993年7月3日   |
| 29-31 | 藤井黎     | 1993年8月22日  | 2005年8月21日  |
| 32    | 梅原克彦   | 2005年8月22日  | 2009年8月21日  |
| 33-34 | 奥山惠美子 | 2009年8月22日  | 2017年8月22日  |
| 35    | 郡和子     | 2017年8月22日  | 現任           |

## 交通

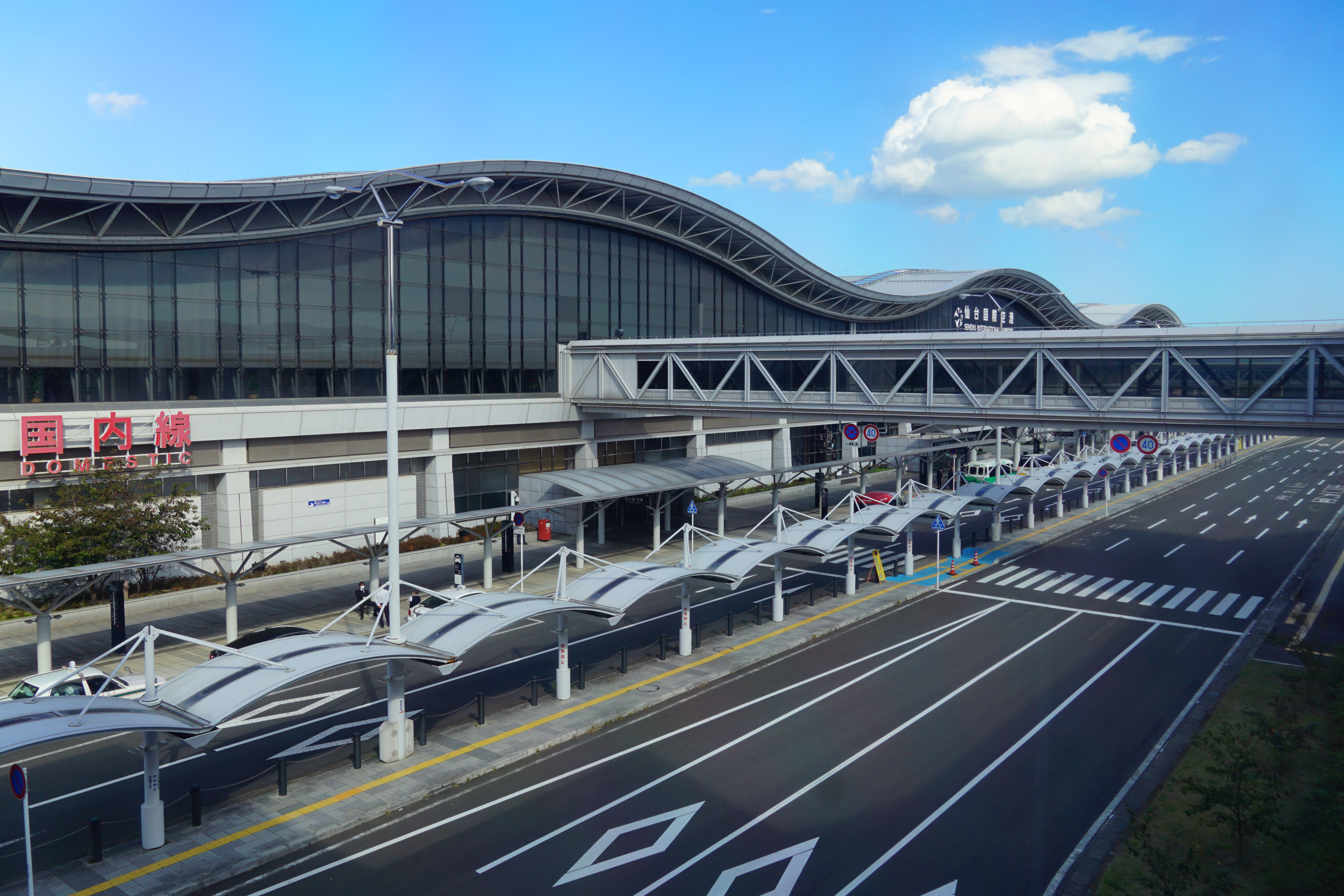
仙台機場

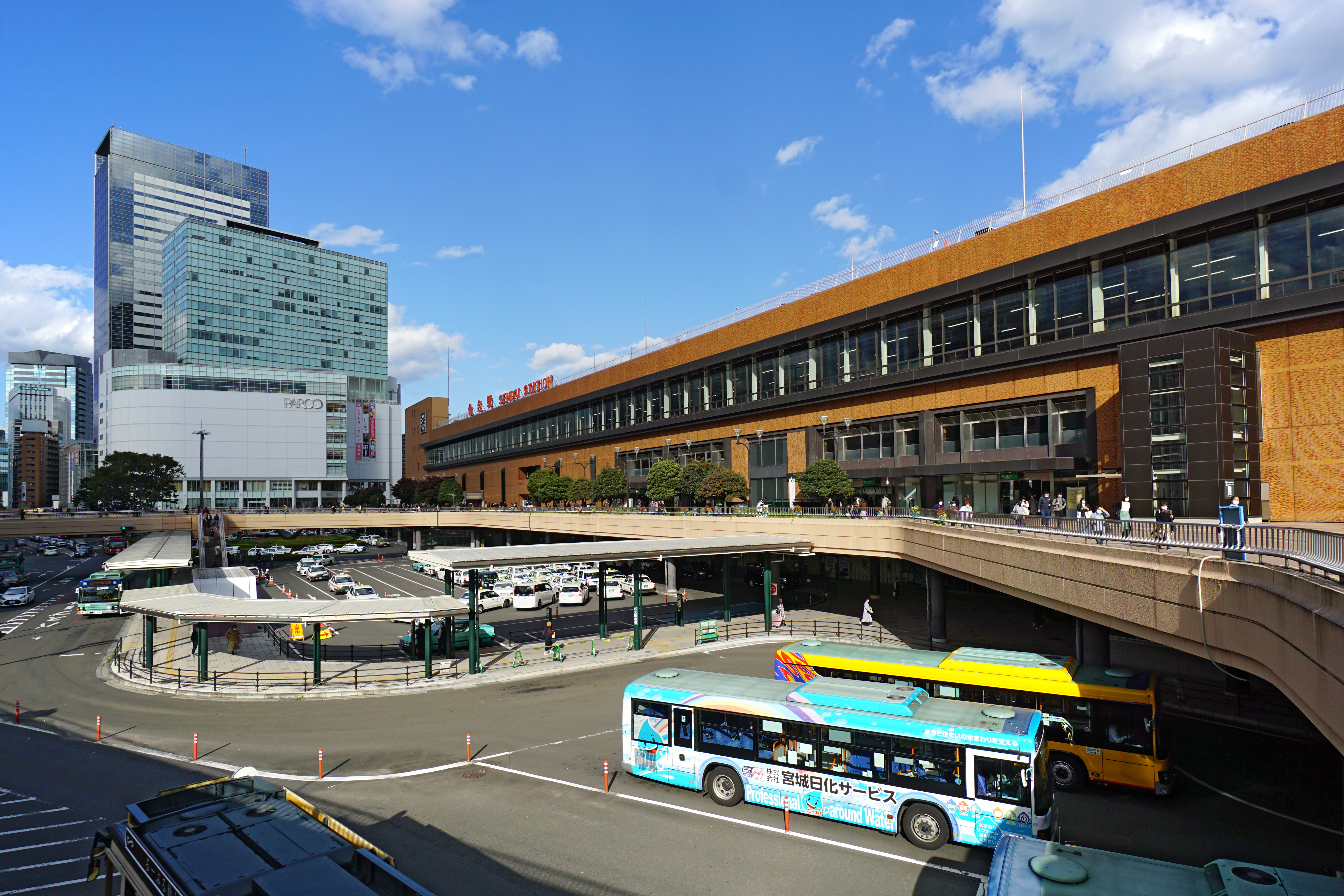
仙台站

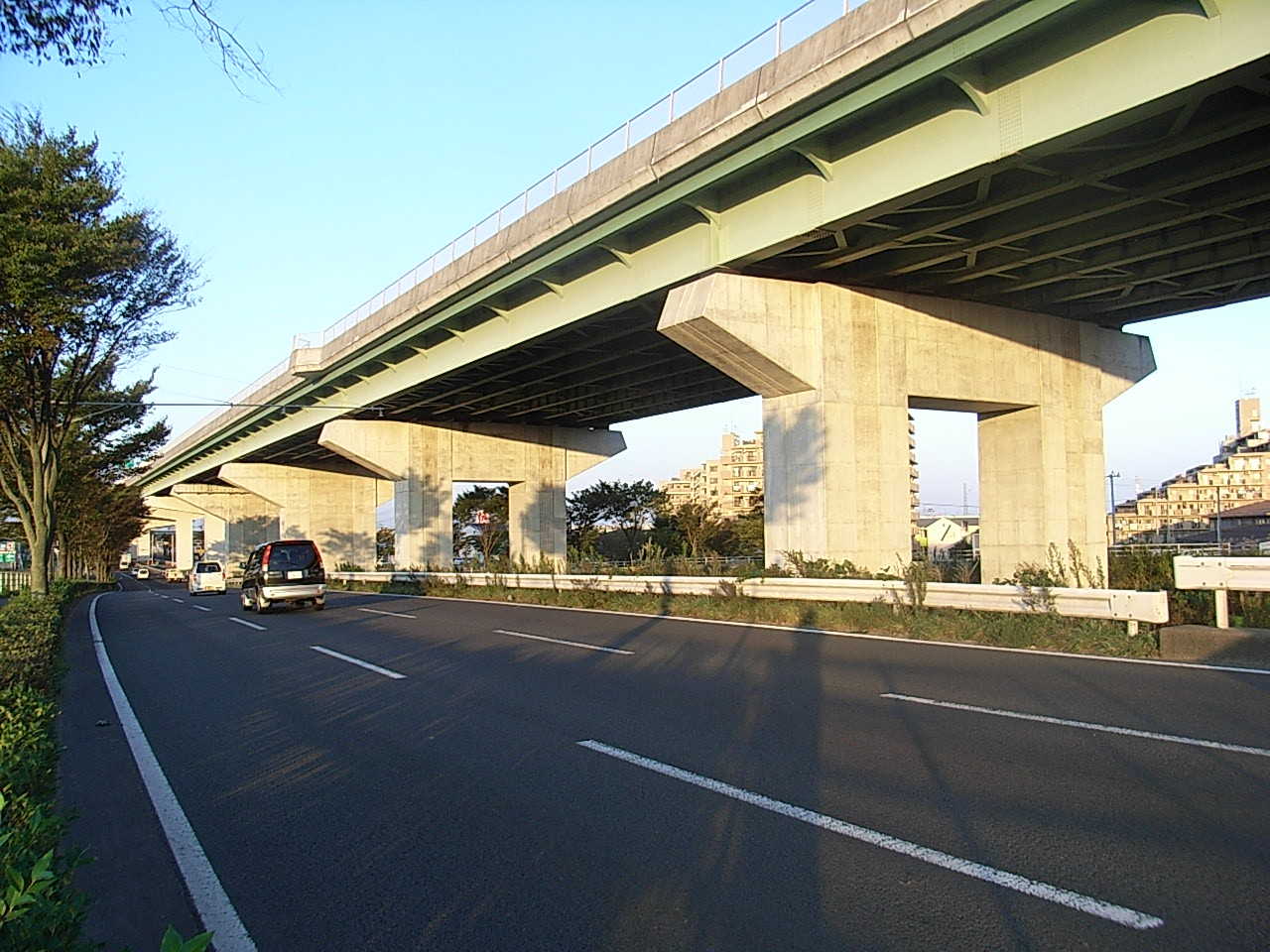
仙台都市圏環状自動車専用道路

### 空路

#### 機場
仙台機場並不在仙台市，而在相鄰的名取市與岩沼市。市內有霞目飛行場，為陸上自衛隊與宮城縣警察本部所使用，並沒有民航機航班起降。

### 鐵路

#### JR
東日本旅客鐵道（JR東日本）
■ 東北新幹線 （仙台車站）
■ 東北本線 （南仙台車站 - 太子堂車站 - 長町車站 - 仙台車站 - 東仙台車站 - 岩切車站）
■ 常磐線 （南仙台車站 - 太子堂車站 - 長町車站 - 仙台車站）：線區上是岩沼車站以南
SAT 仙台機場直達鐵路 （南仙台車站 - 太子堂車站 - 長町車站 - 仙台車站）
■ 仙山線 （仙台車站 - 東照宮車站 - 北仙台車站 - 北山車站 - 東北福祉大前車站 - 國見車站 - 葛岡車站 - 陸前落合車站 - 愛子車站 - 陸前白澤車站 - 熊根車站 -（臨）西仙台高地車站 - 作並車站 -（臨）八森車站 - 奧新川車站）
■ 仙石線 （青葉通車站 - 仙台車站 - 榴岡車站 - 宮城野原車站 - 陸前原之町車站 - 苦竹車站 - 小鶴新田車站 - 福田町車站 - 陸前高砂車站 - 中野榮車站）
日本貨物鐵道（JR貨物）
東北本線宮城野貨物支線
貨物專用的路線。鐵道貨物的中心宮城野車站位在此貨物線。

#### 仙台市地下鐵
■南北線 （泉中央車站 - 八乙女車站 - 黑松車站 - 旭丘車站 - 台原車站 - 北仙台車站 - 北四番丁車站 - 勾當台公園車站 - 廣瀨通車站 - 仙台車站 - 五橋車站 - 愛宕橋車站 - 河原町車站 - 長町一丁目車站 - 長町車站 - 長町南車站 - 富澤車站）
東西線

#### 仙台臨海鐵道
臨海本線・仙台埠頭線・仙台西港線
貨物專用的路線。

### 道路

#### 付費高速道路
仙台市和周邊市町村有「1環狀5放射狀」之高速道路網。
- 東北自動車道（仙台南IC、仙台宮城IC、泉IC）
- 三陸自動車道（仙台港北IC）
- 仙台東部道路（仙台東IC）
- 仙台南部道路（仙台南IC、山田IC、長町IC、今泉IC）
- 常磐自動車道

#### 一般國道・宮城縣道
- 一般國道
  - 國道4號、國道6號、國道45號、國道48號、國道286號、國道457號
  - 國道48號之仙台西道路（日本之道100選）直結仙台宮城IC和仙台市中心部（廣瀨通）。
- 都道府縣道

## 教育

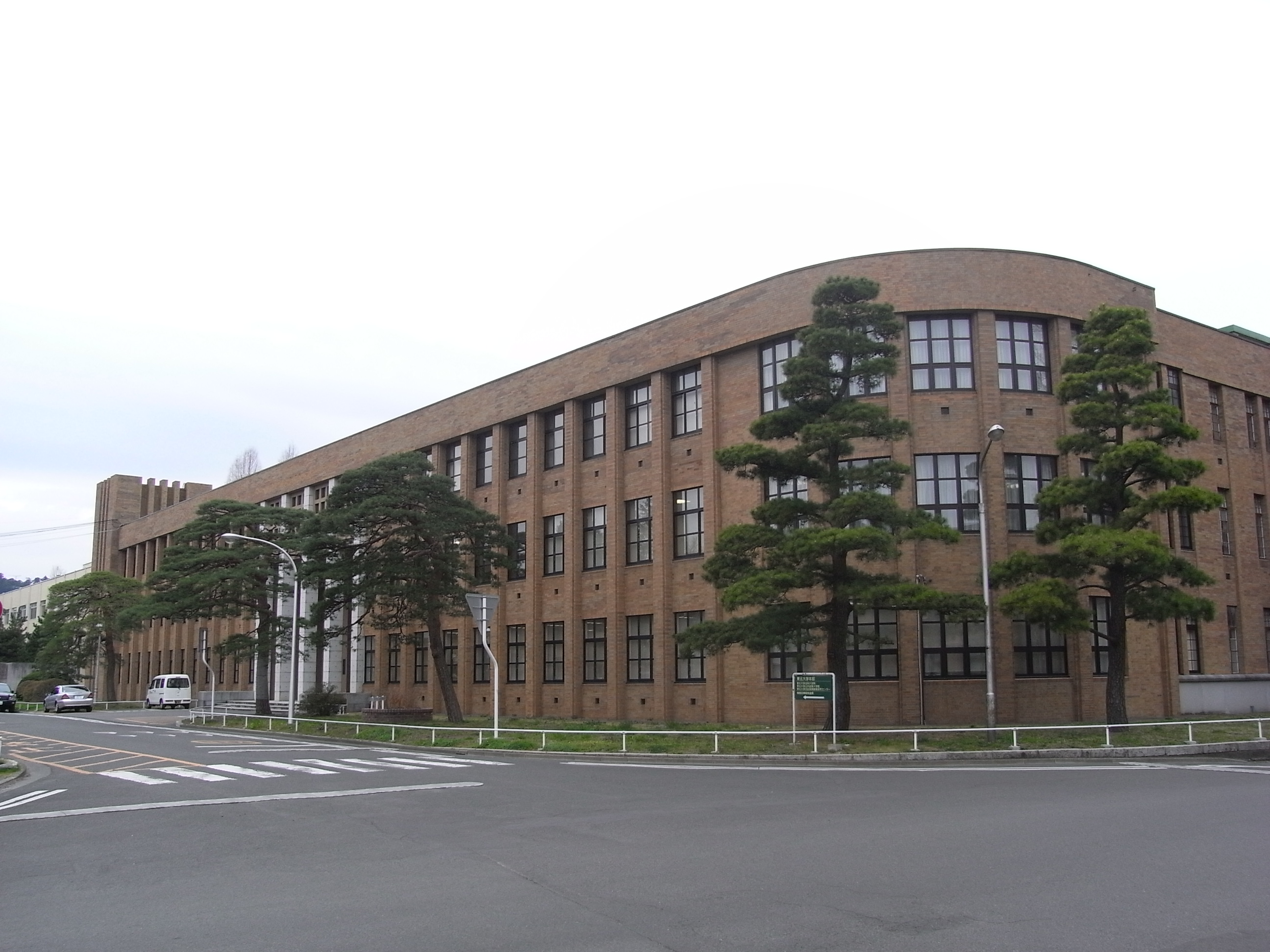
东北大学

仙台市内有多所大学，也被称为“学都”。

### 大学
- 东北大学
- 东北学院大学
- 东北福祉大学
- 东北医科药科大学
- 宫城大学
- 宫城学院女子大学
- 宫城教育大学

## 觀光景點

### 仙台古城遗迹
伊达政宗所建筑的仙台城的本丸（主城堡），位于海拔115m的天然要塞上。现今，橹、门等当时的建筑物都已经失去，但通过石墙和重建的隅橹能够追忆往日情景。
近年的发掘调查显示，本丸旧迹石墙，曾历经三次重建。作为重要的文化遗产以及历史纪念碑，已经完成修理和复原。市政府正計畫着仙台古城遗迹的整备，作为仙台市的象征，使仙台的市街重现历史光彩。
大崎八幡宫，作为仙台领地内的镇护神社，建成于1607年。其本殿以黑漆为主基调，装饰着光炫夺目的金具，色彩艳丽，被指定为国宝。1月14日举行一年一度的“焚烧祭”（焚烧正月装饰品，以祈祷一年幸福健康）。

### 仙台市博物馆
仙台市博物館以伊达一族的历史文化遗产为中心，介绍仙台历史。大约7万5千件国宝和重要文化财产收藏在这里。随时展出的大约有1200件。

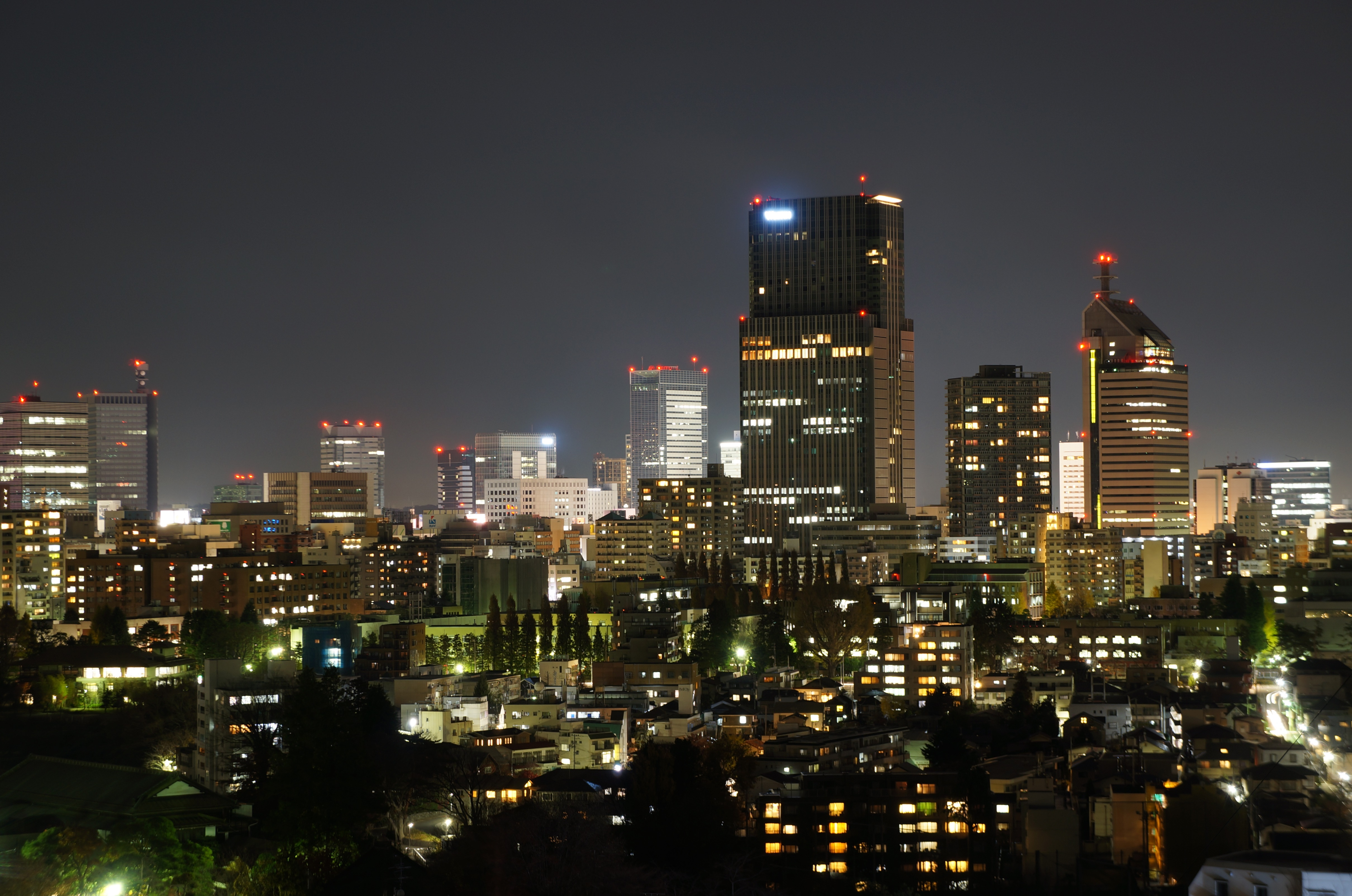
仙台市中心的夜景
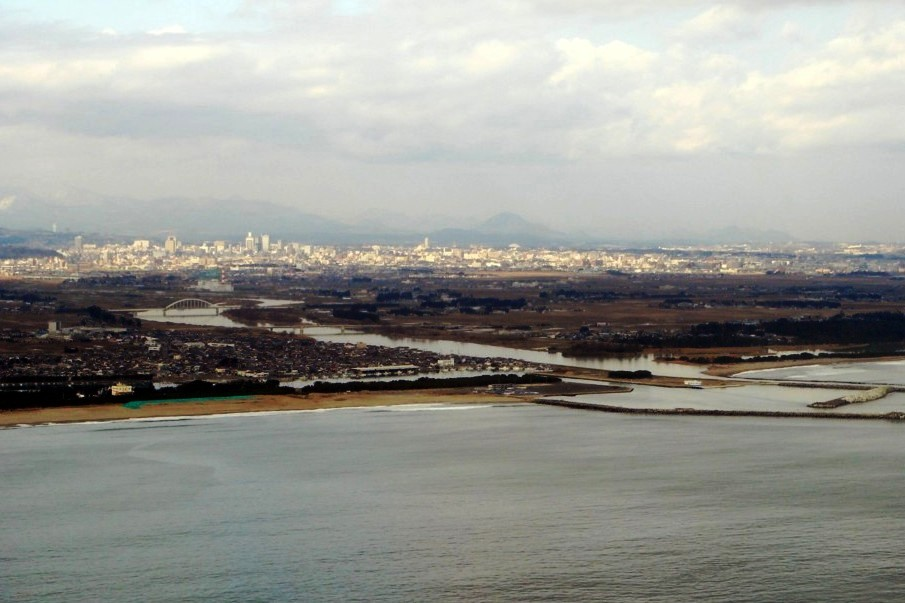
名取川河口，照片中河口左側屬名取市，右岸屬仙台市
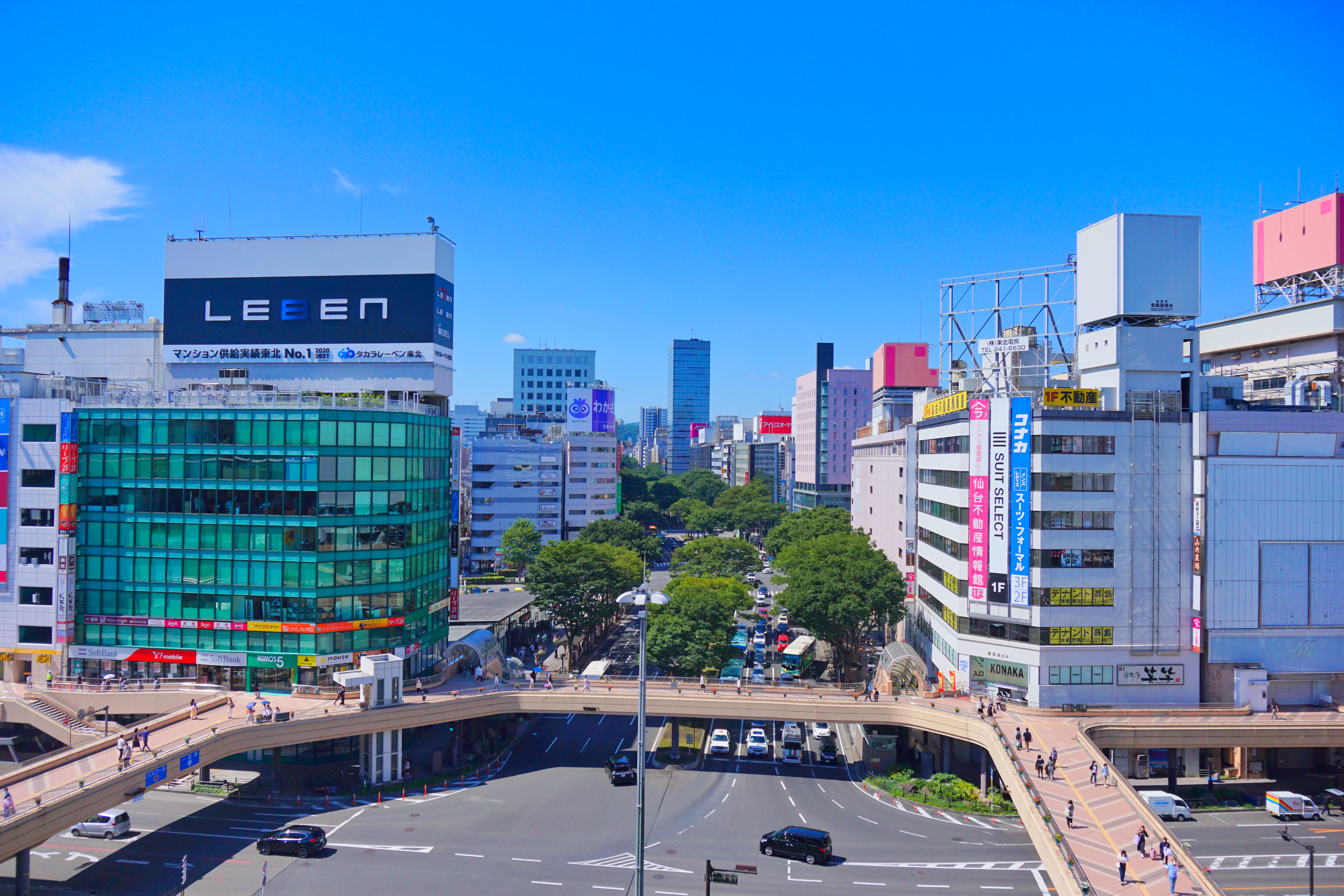
青葉通
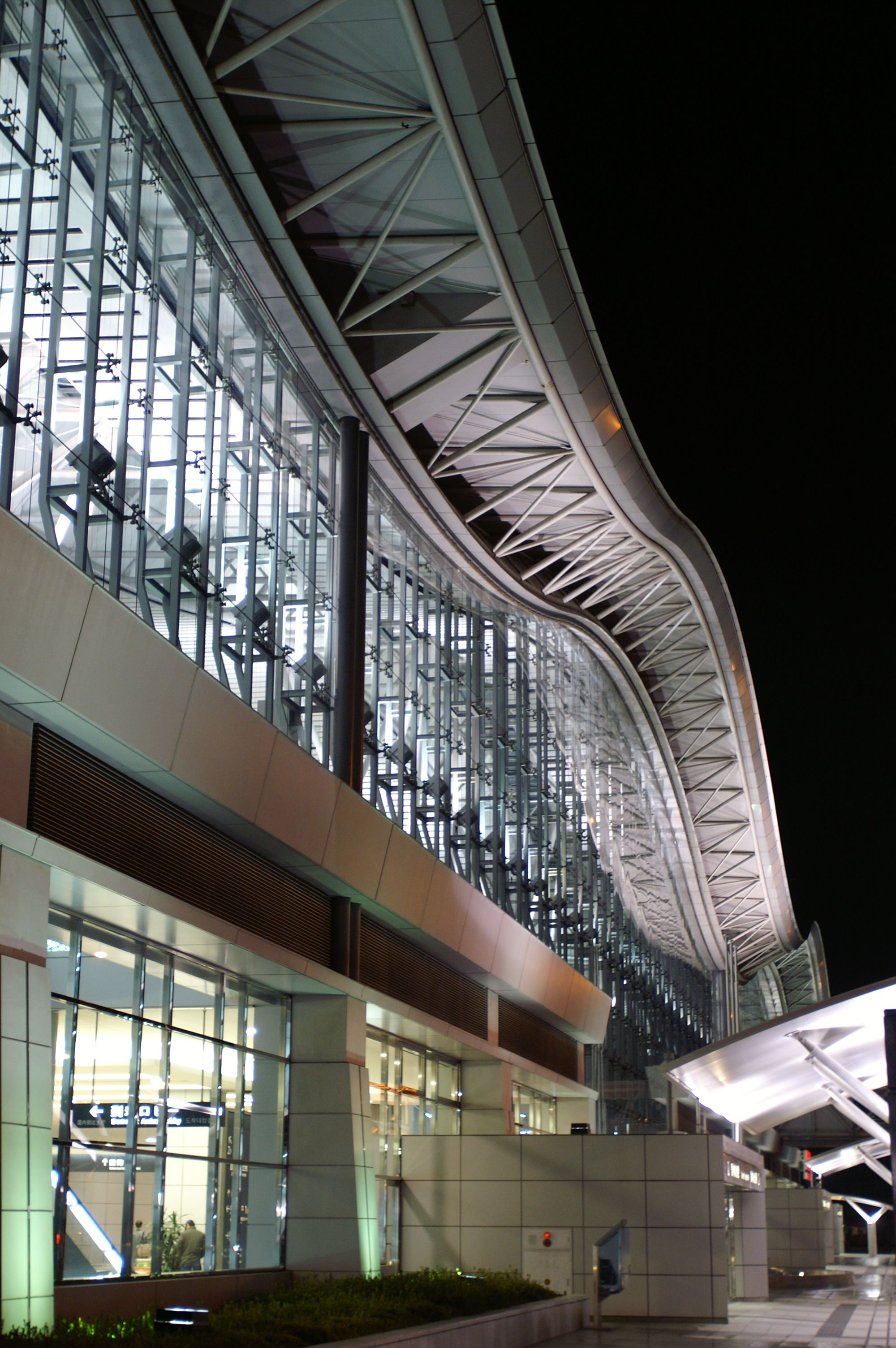
仙台機場（位於名取市與岩沼市交界處）
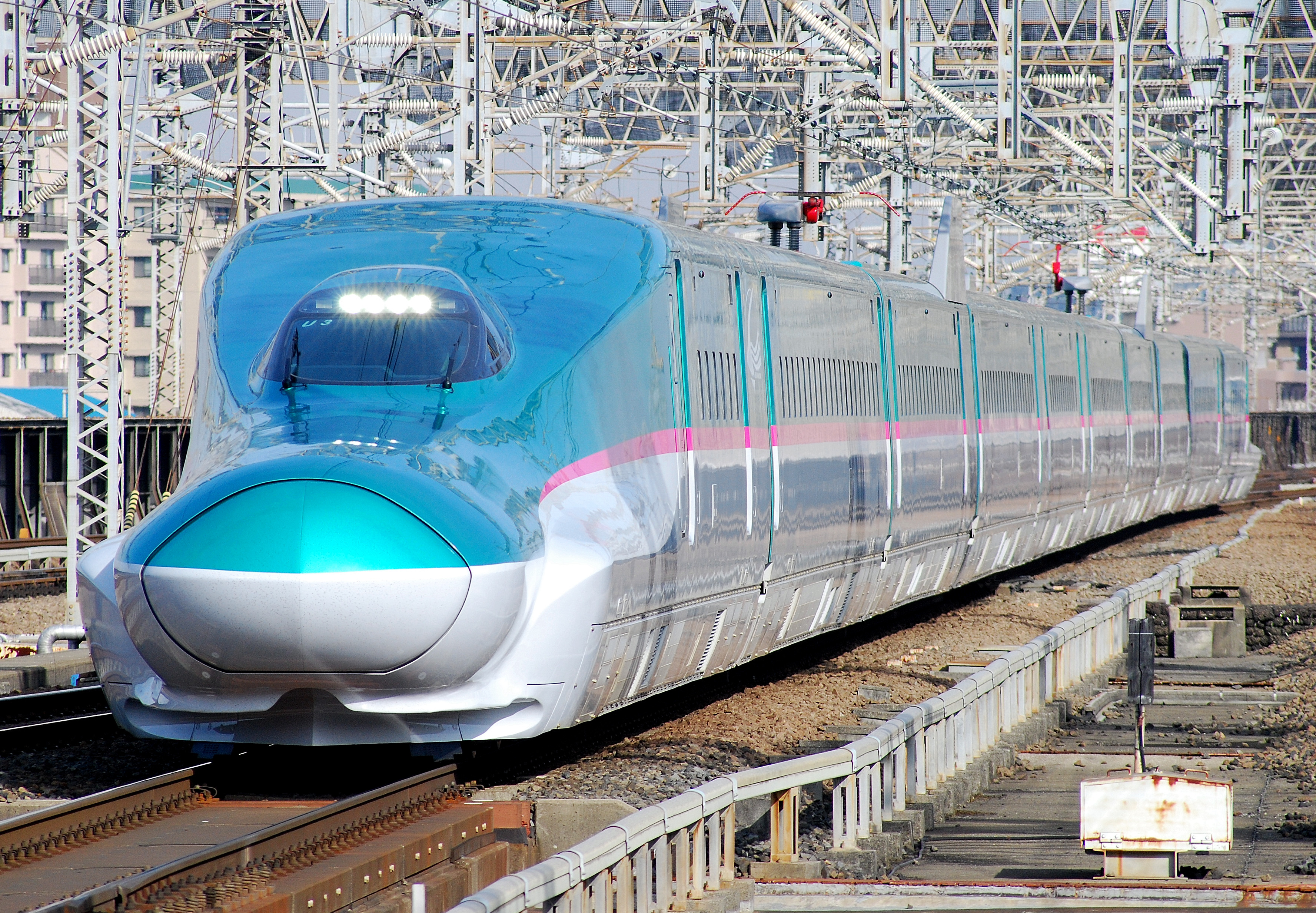
東北新幹線「隼」（攝于大宮站）
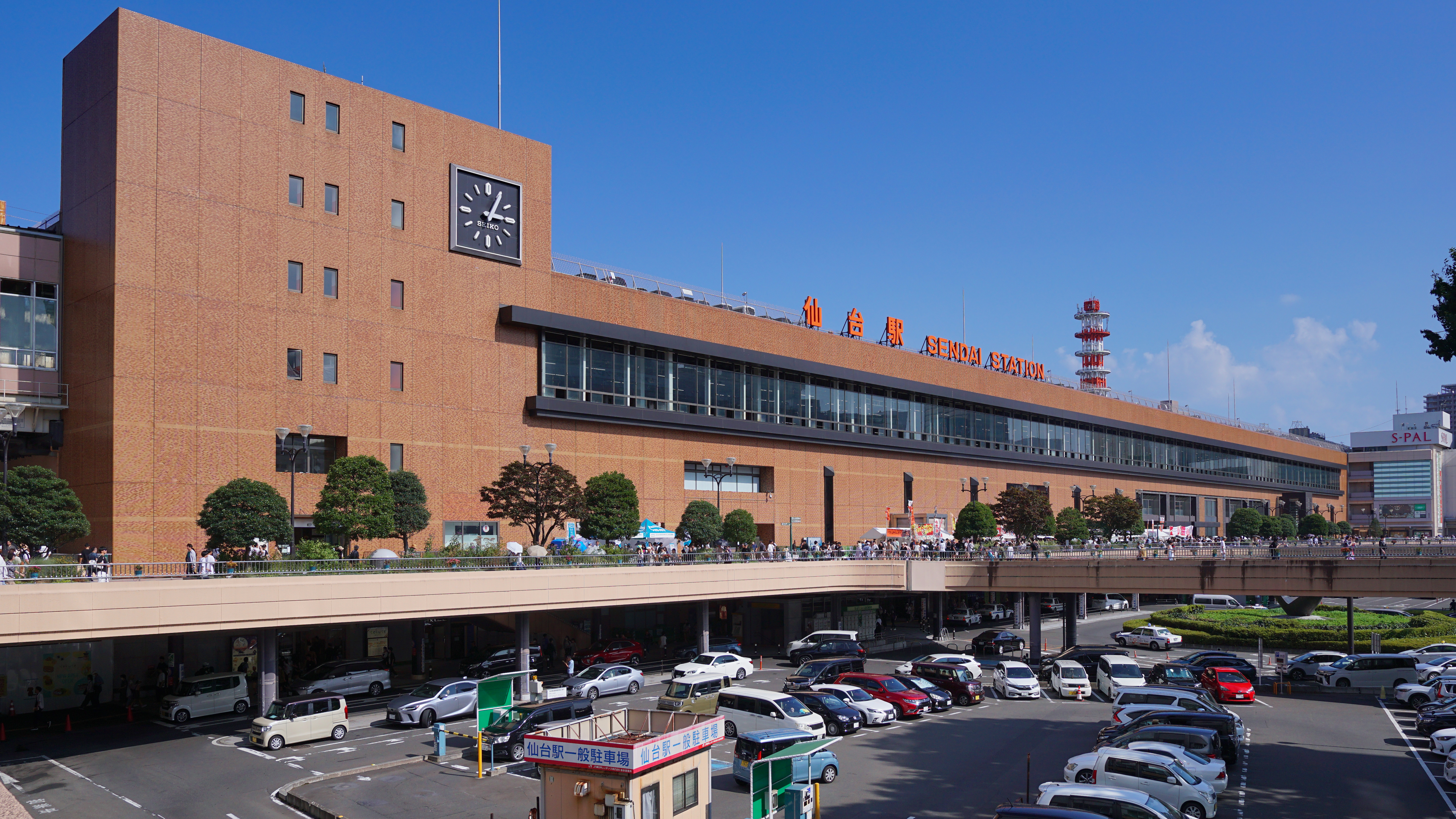
仙台車站西口
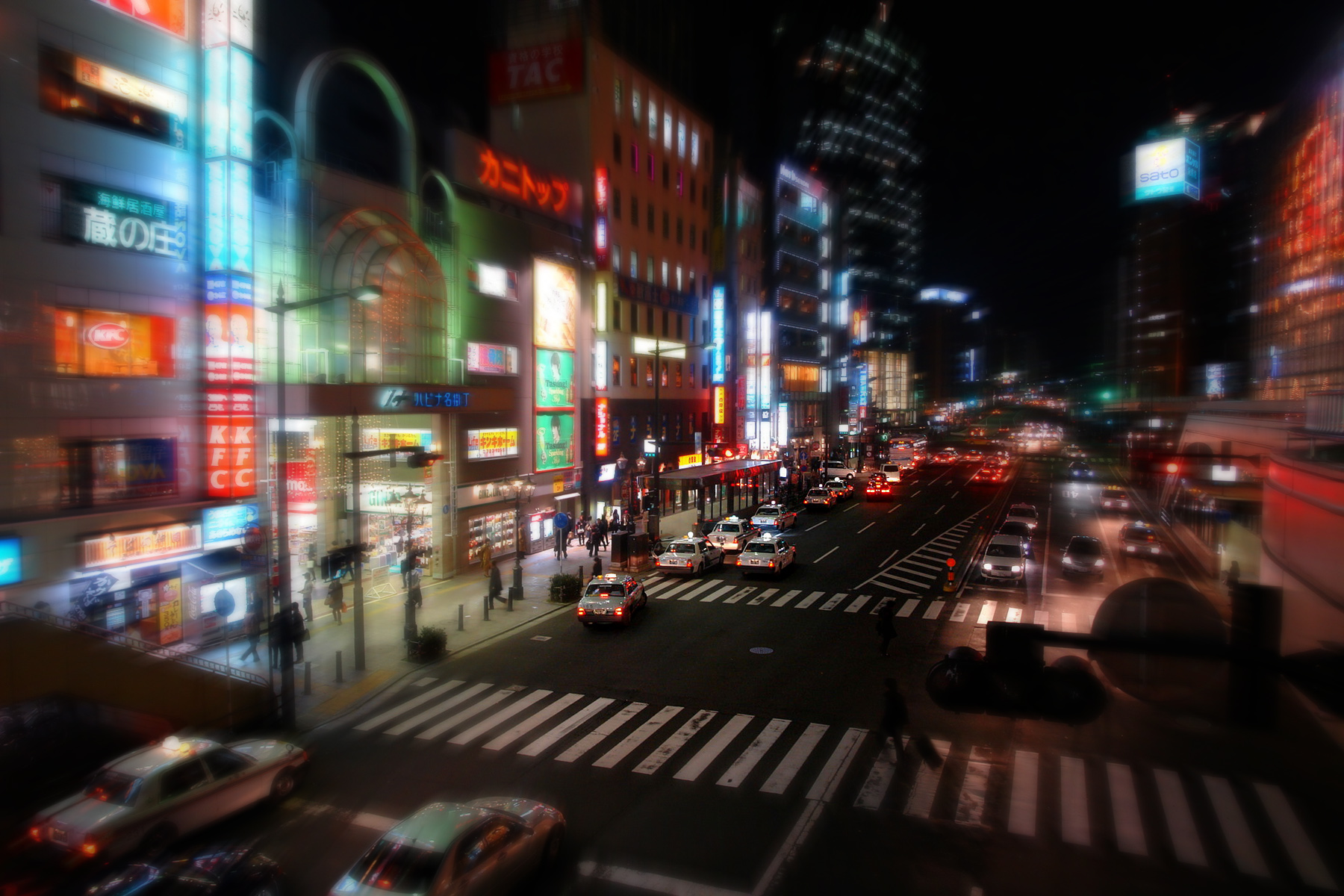
仙台站前大街
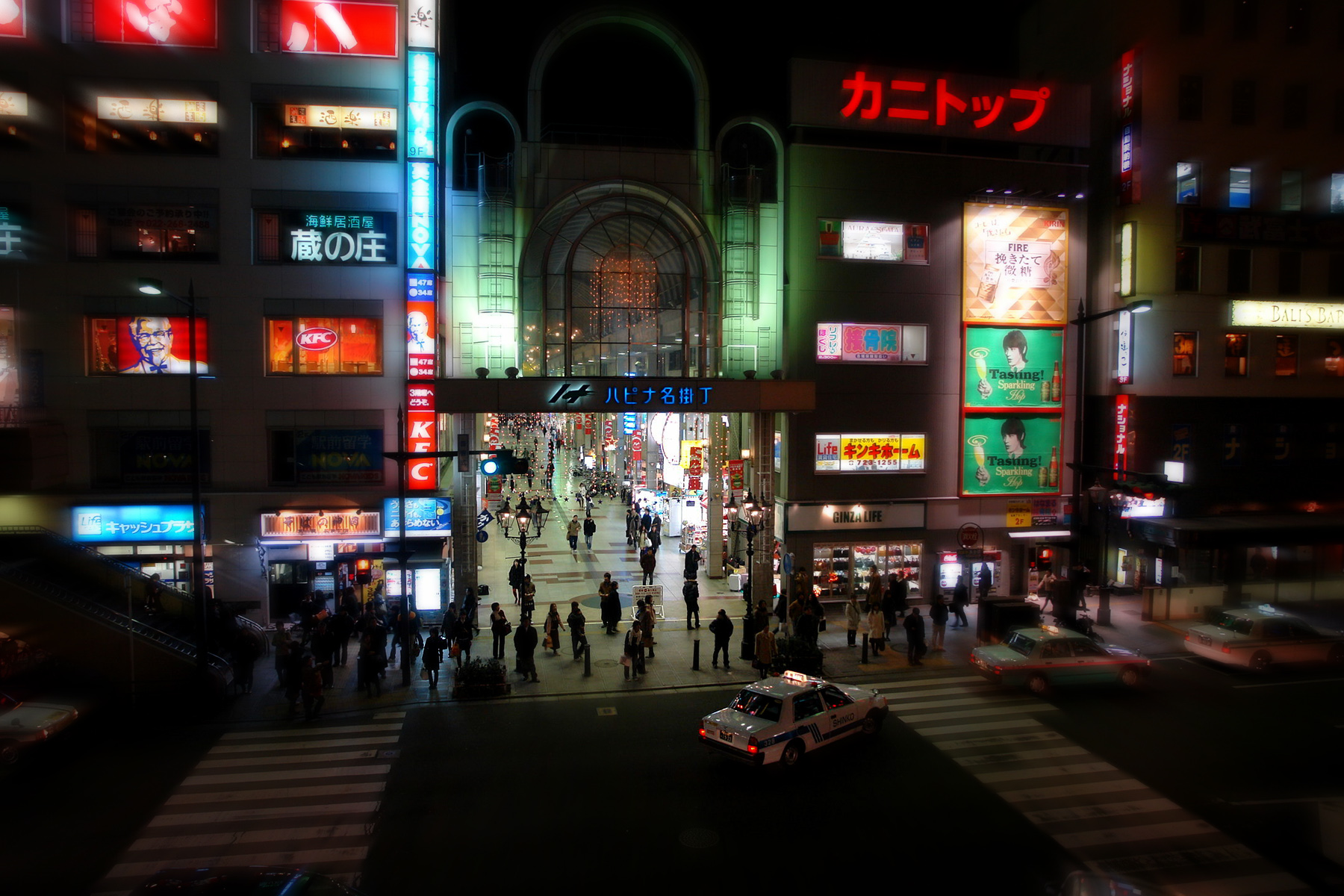
名掛丁入口
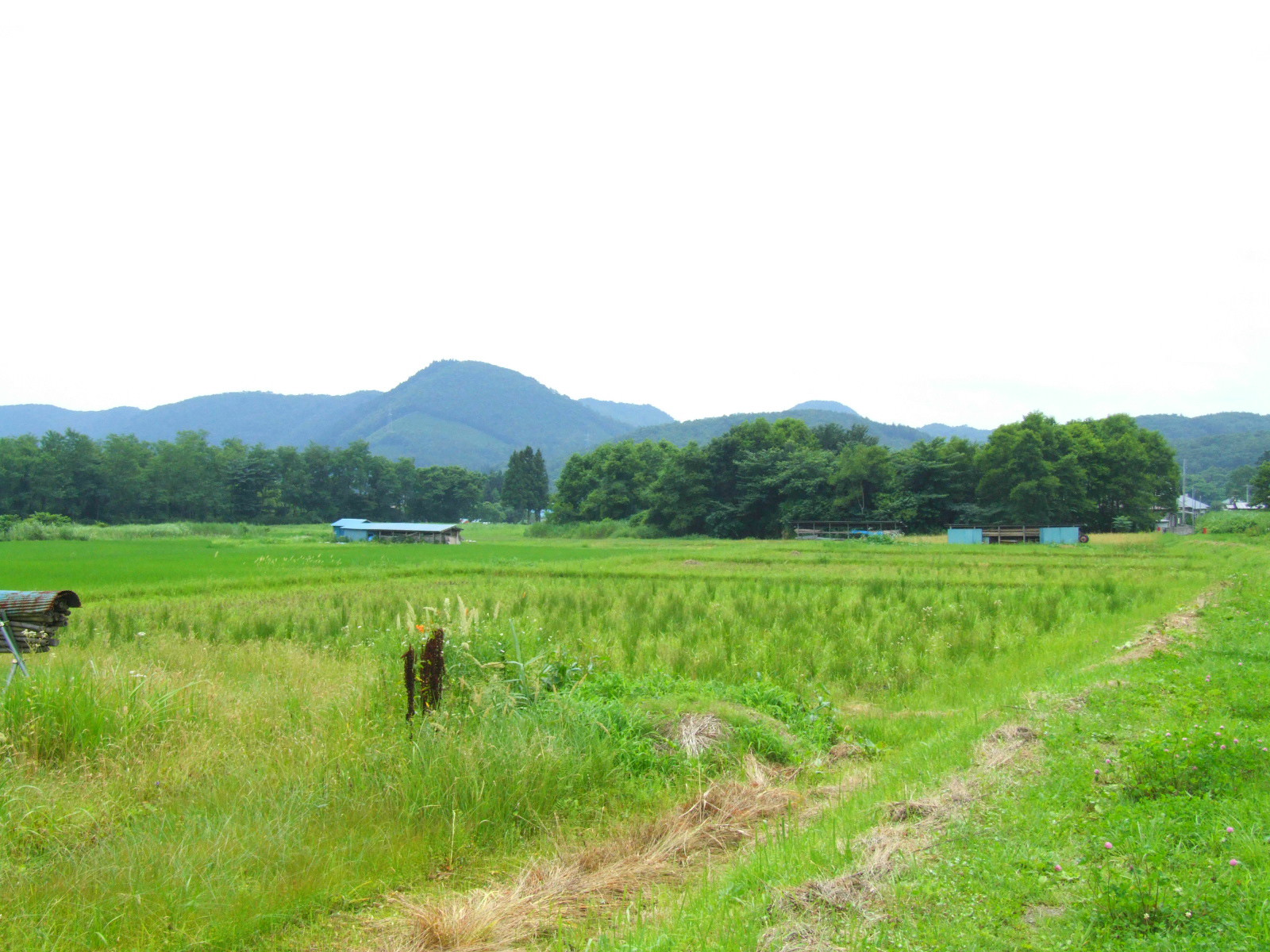
青葉區熊根地區的水田
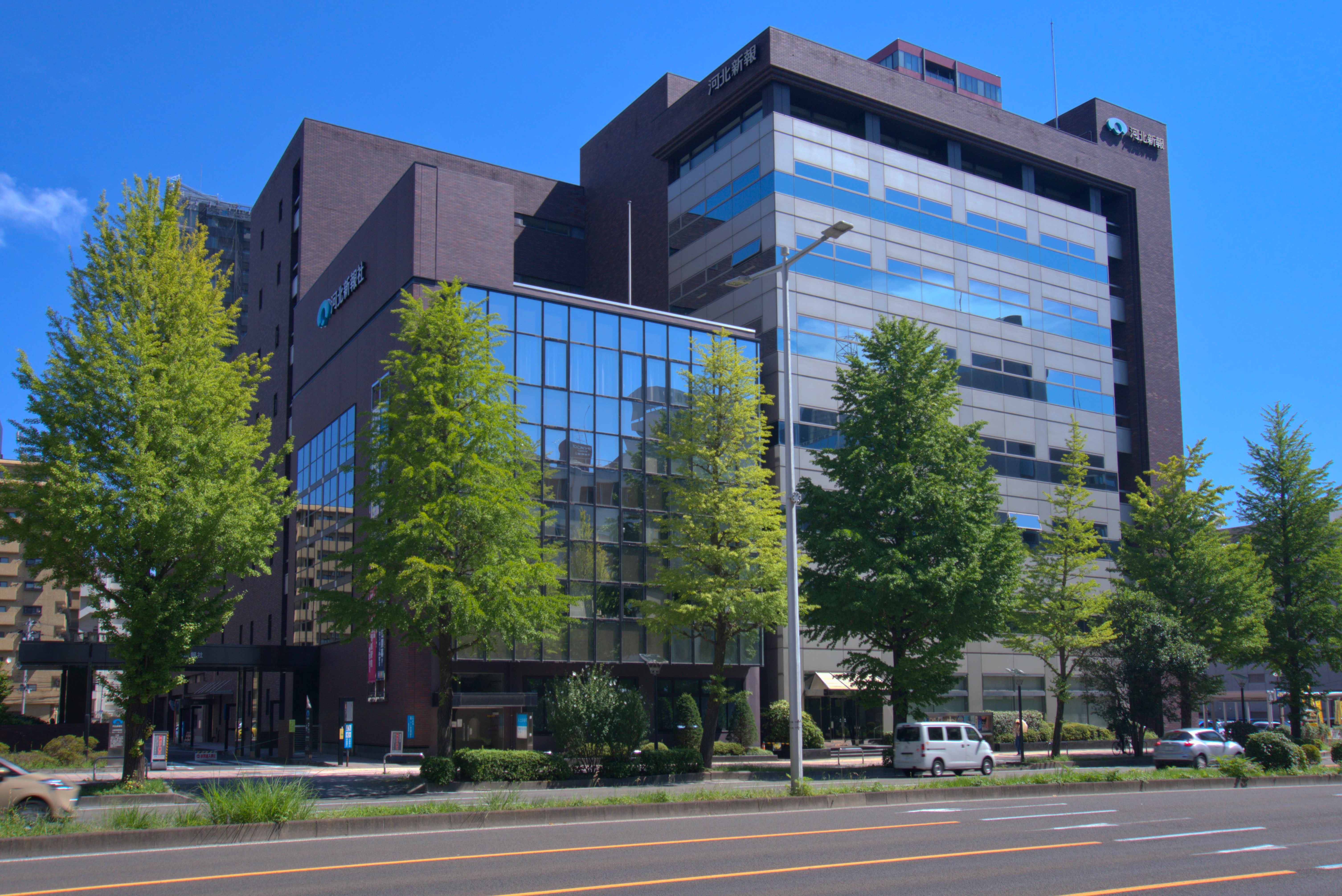
河北新報總部
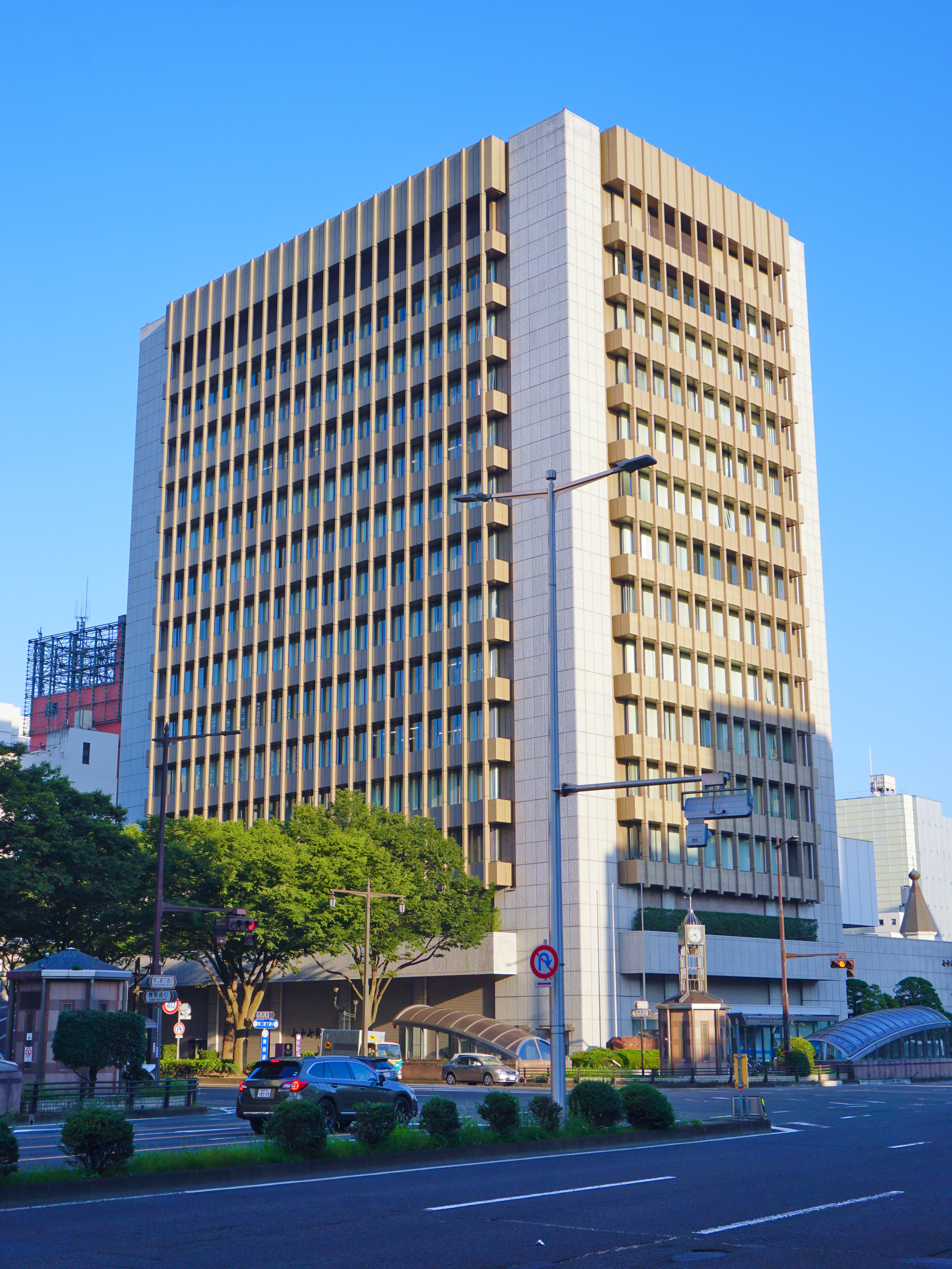
七十七銀行總行
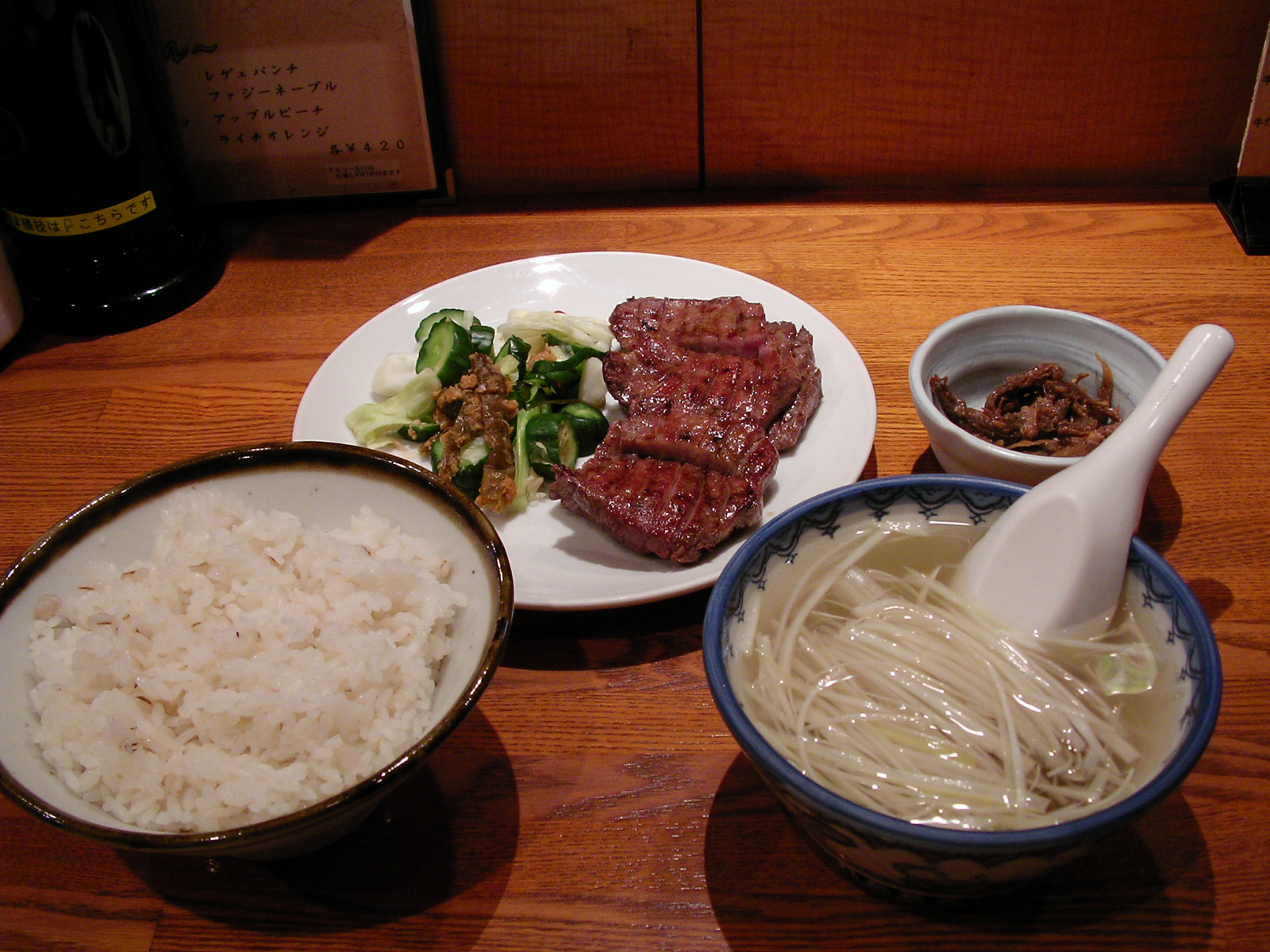
仙台烤牛舌套餐
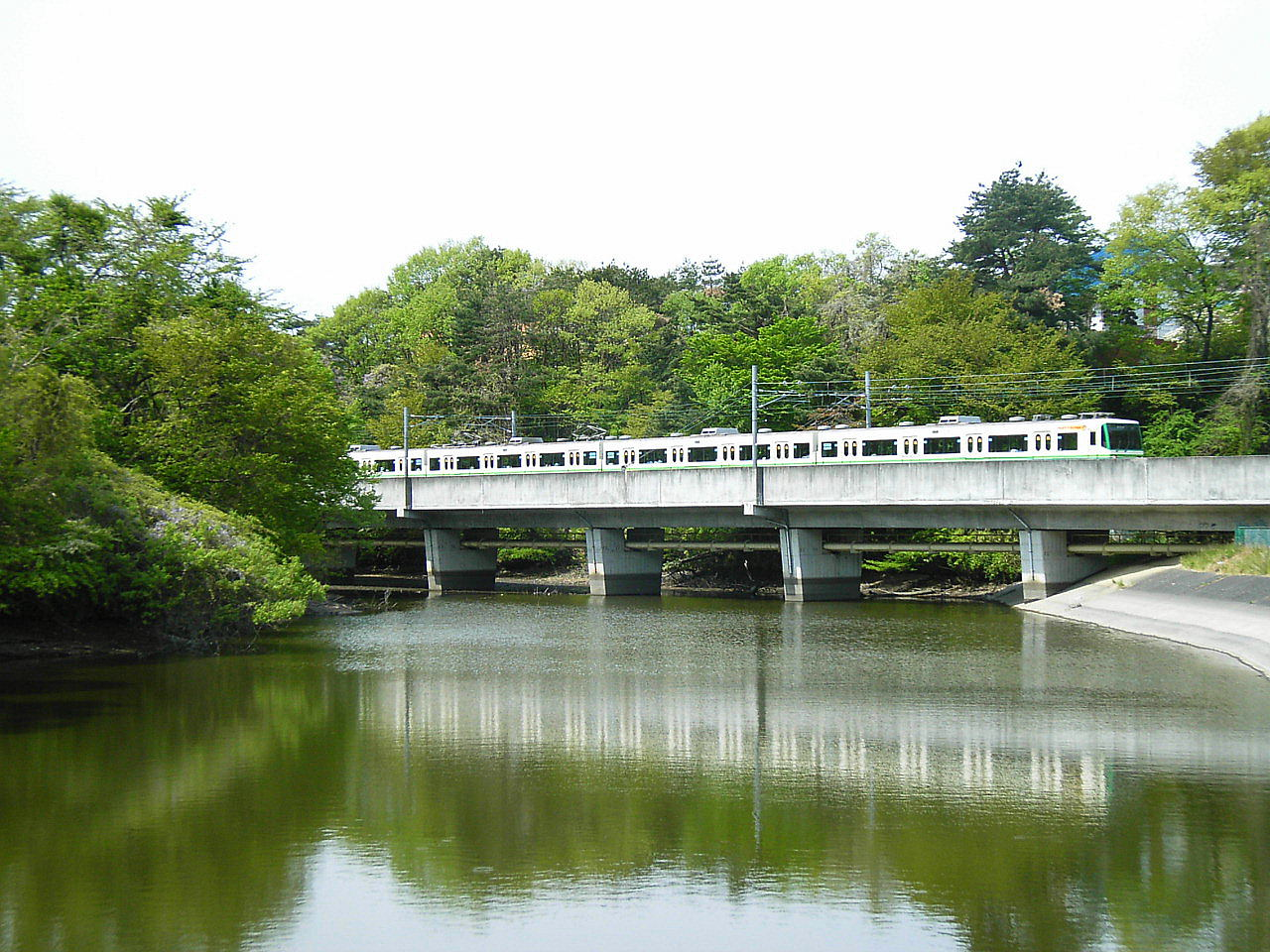
仙台市地下鐵南北線（八乙女～黑松間）

## 國際交往

### 姊妹市
- 美国 河濱市（姊妹都市）
- 法國 雷恩（姊妹都市）
- 墨西哥 阿卡普尔科（姊妹都市）
- 白俄羅斯 明斯克（姊妹都市）
- 光州廣域市（姊妹都市）
- 美国 达拉斯（友好都市）
- 中华人民共和国 長春市（友好都市，仙台市将小行星7485以长春之名命名。）
- 芬兰 奥卢（產業振興協定締結都市）
- 中華民國 台南市（交流促進協定締結都市）[5]

## 外部連結
- 日本仙台市-衛星地圖
- 仙台旅游資料
- 日本東北宮城旅遊導覽官方Facebook（页面存档备份，存于）
- 日本仙台市的新浪微博